# صفائية جديدة
الصفائية الجديدة عبارة جديدة يعبر بها اللغوي الإيطالي برونو مِليوريني [الإنجليزية] عن النزعة إلى الاستغناء عما لا يوافق أصول اللغة من الألفاظ الدخيلة والمحدثة على حد سواء، والميل إلى تفضيل استعمال ما يناسب اللغة من كلمات محدثة بدلا منها وبقدر الحاجة.